# Ribeirão Jangada
Ribeirão Jangada är ett vattendrag i Brasilien.   Det ligger i delstaten Paraná, i den södra delen av landet, 1 100 km sydväst om huvudstaden Brasília.
Trakten runt Ribeirão Jangada består till största delen av jordbruksmark. Runt Ribeirão Jangada är det glesbefolkat, med 11 invånare per kvadratkilometer.